# Villa San Martino (Arcore)

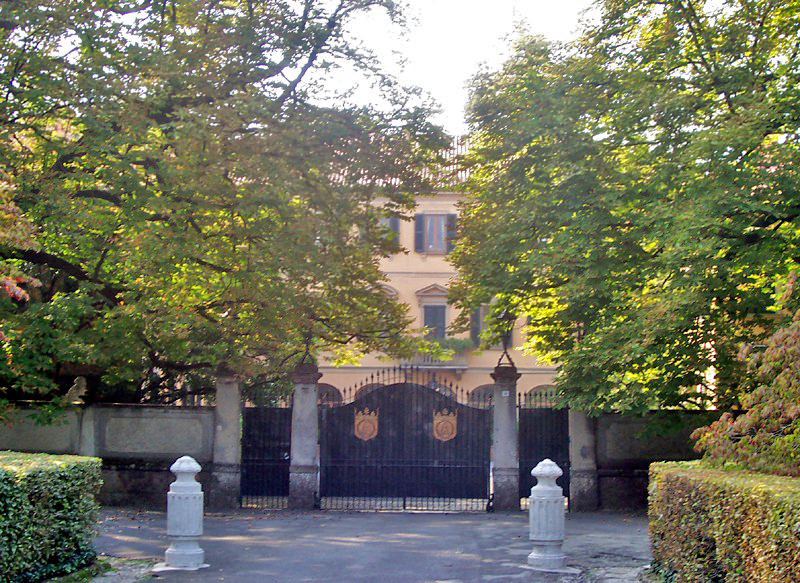
Villa San Martino

Die Villa San Martino ist eine Residenz, die im 18. Jahrhundert von der Marquisfamilie Casati Stampa erbaut wurde. Sie steht in der Gemeinde Arcore (Provinz Monza und Brianza) in der Viale San Martino.
Silvio Berlusconi (1936–2023) kaufte sie 1974 und lebte zeitweise dort.
Seit Berlusconis Tod lebt dessen letzte Lebensgefährtin Marta Fascina dort.

## Geschichte
Die Villa ging in der ersten Hälfte des 19. Jahrhunderts nach der Heirat von Anna Giulini Della Porta (1818–1883) mit Camillo Casati an die Casatis über; Ende des Jahrhunderts kam es zum Soncino-Zweig der Casati Stampa. Graf Alessandro Casati, der dort bis zu seinem Tod lebte, vergrößerte die Bibliothek.
Nach dem Tod des Grafen Alessandro Casati ging das Anwesen an seinen nächsten Verwandten über: seinen Neffen Marquis Camillo Casati Stampa di Soncino (1927–1970). Dieser residierte gelegentlich in der Villa. Er beging am 30. August 1970 Suizid, nachdem er seine Frau Anna Fallarino und deren Geliebten Massimo Minorenti ermordet hatte (Via Puccini-Verbrechen). Das Eigentum ging an Anna Maria Casati Stampa di Soncino (* 1951), Tochter des Marquis und seiner ersten Frau Letizia Izzo. Zum Tatzeitpunkt war die junge Frau neunzehn Jahre alt, also nach damaligem Recht minderjährig: Sie wurde daher ihrem Vormund Giorgio Bergamasco anvertraut, während Cesare Previti zu ihrem Vormund ernannt wurde.

### Der Übergang zur Familie Berlusconi
Am 26. Juni 1972 wurde Bergamasco Minister für die Beziehungen zum Parlament im Kabinett Andreotti II. Einen Monat zuvor wurde Casati Stampa volljährig und hatte damit keinen Vormund mehr. Sie heiratate den Grafen Pierdonato Donà dalle Rose, zog sie mit ihm nach Brasilien und wählte als ihren Anwalt in Italien ihren ehemaligen Vormund Cesare Previti. Da sie nicht nur das Familienvermögen, sondern auch die hohen Steuerschulden ihres Vaters geerbt hatte, beschloss sie 1973, die Villa zum Verkauf anzubieten. Der damalige Bauunternehmer Silvio Berlusconi kaufte. Die Villa, komplett mit Kunstgalerie, Bibliothek mit zehntausend Bänden – für deren Betreuung Marcello Dell’Utri als Bibliothekar engagiert wurde – Einrichtung und Park mit Ställen, in denen der Mafioso Vittorio Mangano als Stallknecht angestellt war – wurde damals geschätzt Der alleinige Zweck des Eigentums (3500 m²) über 1 Milliarde und 700 Millionen damals, nach Schätzungen im Zusammenhang mit der Erbschaft. Es wurde jedoch gegen eine weit unter der Bewertung liegende Summe von 500 Millionen Lire [8] in Aktien (von damals nicht börsennotierten Unternehmen) verkauft, inklusive Einrichtung, Gemälden und Kunstgalerie, Bezahlung was ebenfalls zeitlich verschoben wurde. Der Erbin gelang es nicht, diese Aktien zu verkaufen, außer mit einer Vereinbarung mit Previti und Berlusconi selbst, die sie für 250 Millionen zurückkauften [7]. Zu Beginn der 1980er Jahre galt die Immobilie als ausreichende Sicherheit, um einen Kredit in Höhe von 7,3 Milliarden Lire bereitzustellen.
Berlusconi ließ den ältesten Teil des Gebäudes konservativ restaurieren und einige Teile restaurieren, die durch frühere Eingriffe verändert waren oder jetzt bröckelig wirkten. Bei diesen Arbeiten wurden auch prächtige unterirdische Räume freigelegt und eingerichtet.
Berlusconi hat im Park des Anwesens ein persönliches Mausoleum aus Marmor und Travertin errichtet (ein Werk von Pietro Cascella mit dem Titel „Himmelsgewölbe“), das aus einem 100 Tonnen schweren Denkmal auf der Oberfläche besteht, unter dem sich eine unterirdische Grabkammer befindet ein großer Sarkophag aus rosa Marmor und einige Nischen. Berlusconi äußerte wiederholt, er wolle sich selbst, seine Eltern und einige enge Freunde im Mausoleum begraben. Das Gebäude hat nicht die erforderlichen Genehmigungen zur Unterbringung von Leichen und ist daher ungenutzt.
Im Inneren der Villa befinden sich Gemälde und Medaillons mit Darstellungen von Persönlichkeiten der Familie Giulini (darunter der Historiograph Giorgio Giulini) und der Familie Casati.